# Ghemara

## Ghemara
Timp de trei secole după scrierea Mișnei, rabinii din Palestina (Țara Israel) și Babilonia au analizat această lucrare și și-au expus părerile asupra dogmelor luate în discuție.
Aceste discuții au format Ghemará (גמרא). Ghemara în traducere înseamnă "completare, desăvârșire". Ghemara a elucidat și a elaborat opiniile tanaimilor și autorii ei sunt numiți amoraimi.  
Ghemara este o culegere de analize legiste. Inițierea discuțiilor se începe cu prezentarea noțiunilor legale din Mișna. Această noțiune sau declarație este apoi analizată și comparată cu altele într-un dialog dialectic dintre „makshan” (cel care întreabă) și „tartzan” (cel care răspunde). O altă funcție importantă a Ghemarei a fost de a identifica sursa biblică a declarațiilor din Mișna și a găsi legăturile logice dintre Tora scrisă și cea orală. Această activitate este cunoscută  ca "talmud", cu mult înainte de apariția Talmudului ca text finalizat.
Fragmentele constitutive ale Ghemara se numesc sugiya, care sînt elaborări detaliate ale declarațiilor din Mișna cu dovezi argumentate.
În fiecare sugiyá sunt aduse opiniile tanaimilor și amoraimilor pentru a susține sau a nega o anumită opinie. Astfel sînt imitate unele discuții dintre învățați ce țin de aplicarea legii și rareori aceste discuții sunt finalizate.  Prin urmare ultimul cuvânt expus determină legea practică, deși sunt foarte multe excepții de la acest principiu.

### Resurse
- sumarul  și discuția textului Ghemara (în engleză)
- Daf-A-Week: Proiect de studiere a Talmudului
- The Complete Babylonian Talmud (Aramaic/Hebrew) Talmudul Babilonian în imagini scanate.
- Textul electronic Ghemara Arhivat în 26 august 2006, la Wayback Machine.
- Lista de sugiot(capitolelor) din Ghemara Arhivat în 7 mai 2022, la Wayback Machine.